# 绵枣儿
绵枣儿（学名：Barnardia japonica）为細綿棗兒屬的植物。

## 形态
多年生草本，株高15－40厘米，具有营养贮存器官鳞茎，卵球形，下部有短根茎，其上生有多枚须根，鳞片内面具绵毛。单叶长15－25厘米，宽0.4－0.7厘米，狭线形。花茎直立，长30－45厘米，先於叶抽出，20－80朵花组成总状花序，与叶簇分离。苞片长1－2毫米，线状，花被6裂，伸展，淡紫红色，裂片矩圆形，长2－4毫米，有深紫色的脉纹1条。花丝6枚，基部扁平，先端尖，子房扁椭圆形，3室，每室有1粒直立的胚珠。果实为蒴果，长2－3厘米，倒卵形，3棱，成熟时开裂成3瓣。种子具棱，黑色有光泽。花期8－9月，果期9－10月。

## 分布
分布于俄罗斯、朝鲜、日本、台湾以及中国大陆的东北、四川、华中、云南、广东、江西、华北、江苏、浙江等地，生长于海拔2,600米以下的地区，一般生于山坡、路旁、草地以及林缘，目前尚未由人工引种栽培。

## 用途
叶和根可食用，鳞茎可入药，有活血解毒、消肿止痛的功效，可治疗乳拥、肠痈、跌打损伤、腰腿痛。
绵枣儿较少作为观赏植物应用於花境和花坛。

## 参考文献

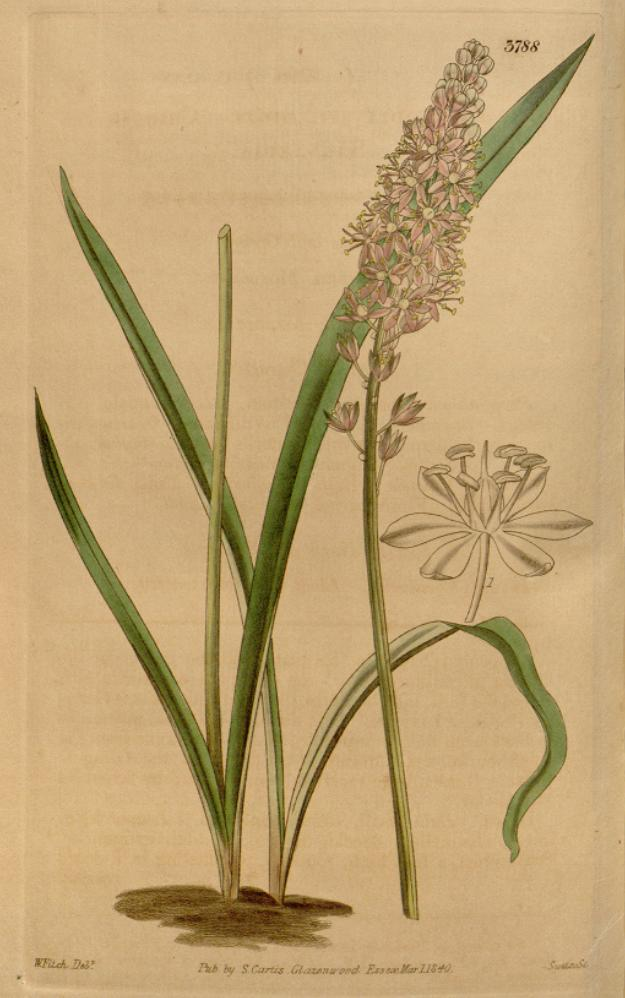
绘图
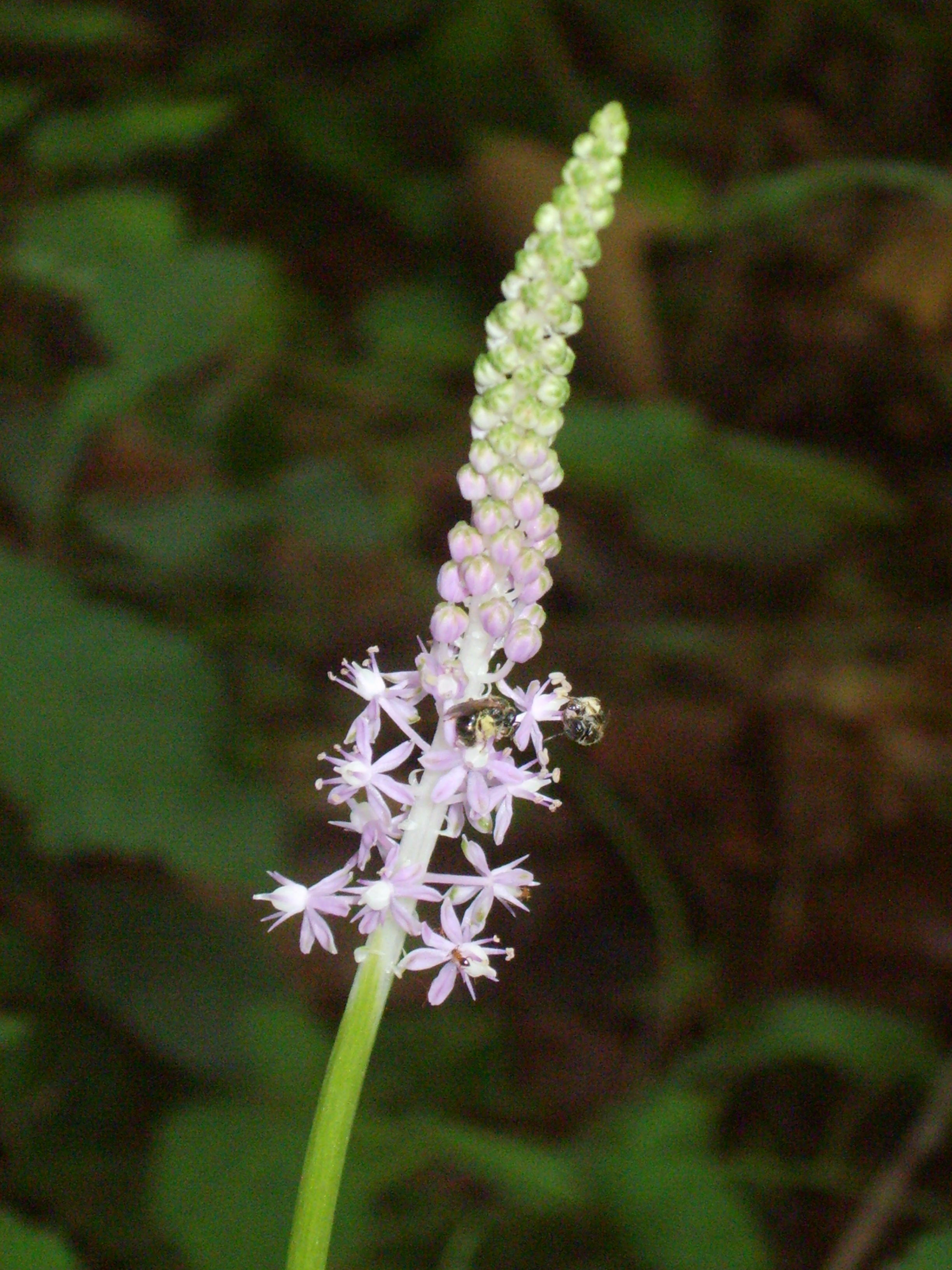
白绿绵枣儿，摄於韩国仁川

## 延伸阅读
[在维基数据编辑]
 《植物名實圖考·綿棗兒》，出自吳其濬《植物名實圖考》